# 663 Gerlinde
663 Gerlinde је астероид главног астероидног појаса са пречником од приближно 100,88 .
Афел астероида је на удаљености од 3,527 астрономских јединица (АЈ) од Сунца, а перихел на 2,593 АЈ.
Ексцентрицитет орбите износи 0,152, инклинација (нагиб) орбите у односу на раван еклиптике 17,851 степени, а орбитални период износи 1955,443 дана (5,353 година).
Апсолутна магнитуда астероида је 9,21 а геометријски албедо 0,035.
Астероид је откривен 24. јуна 1908. године.